# Горощенко, Борис Тимофеевич
Бори́с Тимофе́евич Горо́щенко (28 марта (9 апреля) 1896, Локачи, Волынская губерния, Российская империя — 23 марта 1974, Москва, СССР) — советский учёный в области аэродинамики самолёта, генерал-майор инженерно-авиационной службы (1943), профессор (1939), доктор технических наук (1944), Заслуженный деятель науки и техники РСФСР (1957).

## Биография
Родился 28 марта (9 апреля) 1896 года в селе Локачи, Волынская губерния Российская империя.
В 1919 году мобилизован в Красную армию. Участник Гражданской войны в России. В 1925 году окончил Академию Воздушного Флота имени профессора Н. Е. Жуковского (ныне Военно-воздушная инженерная академия имени профессора Н. Е. Жуковского)
В 1926 году начал свою преподавательскую деятельность в Академии Воздушного Флота имени профессора Н. Е. Жуковского. В 1939 году был избран профессором.
С 1929 по 1936 год был постоянным членом Научно-технического комитета Военно-воздушных сил Рабоче-крестьянской Красной Армии.
В 1941 году назначен начальником кафедры динамики полёта Военно-воздушной инженерной академии имени Н. Е. Жуковского. В 1943 году ему присвоено звание генерала-майора инженерно-авиационной службы.
В 1944 году успешно защитил диссертацию на соискание учёной степени доктора технических наук.
Сфера научных и практических интересов Бориса Горощенко лежит в области аэродинамики и динамики полёта летательного аппарата, написал ряд научных печатных трудов по этим темам. Автор учебного пособия для авиационных вузов «Аэродинамика скоростного самолёта», впервые изданной в 1948 году. Также написал фундаментальные работы «Аэродинамический расчёт» (1955) и «Динамика полёта самолёта» (1954).
Награждён орденом Ленина, двумя орденами Красного Знамени, двумя орденами Красной Звезды, орденом «Знак Почёта», медалью «За победу над Германией в Великой Отечественной войне 1941—1945 гг.» и другими медалями. За большой вклад в развитие авиационной науки и высшую военно-инженерную науку Борис Тимофеевич Горощенко был удостоен почётного звания Заслуженный деятель науки и техники РСФСР в 1957 году.
Скончался в 1974 году в Москве.

## Награды и звания
- Орден Ленина
- Два Ордена Красного Знамени
- Два Ордена Красной Звезды
- Орден «Знак Почёта»
- Медаль «За победу над Германией в Великой Отечественной войне 1941—1945 гг.»
- Заслуженный деятель науки и техники РСФСР
- Генерал-майор инженерно-авиационной службы
- Профессор